# Patrick Owomoyela
Patrick Owomoyela (ur. 5 listopada 1979 w Hamburgu) – piłkarz niemiecki grający na pozycji prawego obrońcy lub pomocnika.

## Kariera klubowa
Owomoyela urodził się w Hamburgu. Jego ojciec jest Nigeryjczykiem, a matka Niemką. Do piłkarskiego klubu trafił już w wieku 4 lat, a był to Grün-Weiß Eimsbüttel. Do 1998 roku grał w innym mniejszym amatorskim klubie, TSV Stellingen 88. Wtedy to przeszedł do Lüneburger SK, w którym w sezonie 2000/2001 wystąpił w Regionallidze, jednak drużyna opuściła ligę zajmując 17. miejsce. W sezonie 2001/2002 Owomoyela zakładał koszulkę VfL Osnabrück (7. miejsce). Sezon 2002/2003 to gra w SC Paderborn 07, z którym Patrick zajął 8. miejsce.
Dobra gra w Regionallidze spowodowała, że latem 2003 trener Arminii Bielefeld, Benno Möhlmann, sprowadził Owomoyelę do swojego klubu. W 2. Bundeslidze Owomoyela zagrał w 33 meczach i zdobył 3 gole, a z Arminią zajął 2. miejsce, premiowane awansem do pierwszej ligi. W Bundeslidze Owomoyela zadebiutował 8 sierpnia 2004 w zremisowanym 0:0 meczu z Borussią Mönchengladbach. Natomiast w 6. kolejce ligowej zdobył swojego pierwszego gola, a Arminia pokonała na wyjeździe 1. FC Nürnberg 2:1. Owomoyela był podporą prawej flanki Arminii i jednym z jej najlepszych zawodników w sezonie. Rozegrał 30 meczów i strzelił 5 goli.
Latem 2005 Patrickiem interesowały się czołowe kluby Bundesligi, jednak czarnoskóry zawodnik wybrał ofertę Werderu Brema, do którego przeszedł za 2 miliony euro. W Werderze zadebiutował w 1. kolejce, 5 sierpnia w wygranym 5:2 meczu z Arminią Bielefeld. Od 2. kolejki był już podstawowym zawodnikiem Werderu i wystąpił w 32 meczach Bundesligi zdobywając wicemistrzostwo Niemiec. Z Werderem zagrał także w Lidze Mistrzów i doszedł z nim do 1/8 finału. W fazie tej niemiecki klub przegrał w dwumeczu z Juventusem z powodu gorszego bilansu bramek zdobytych na wyjeździe. Na początku sezonu 2006/2007 Owomoyela wystąpił w wygranym 2:0 finale Pucharu Ligi Niemieckiej z Bayernem Monachium. W lidze grał jednak mało, gdyż niemal od początku sezonu leczył kontuzję, której doznał we wrześniu, a odnowiła mu się ona w grudniu. Zarówno w sezonie 2006/2007, jak i 2007/2008 wystąpił zaledwie w 9 spotkaniach i miał niewielki udział w zajęciu przez Werder odpowiednio drugiego i trzeciego miejsca w lidze.
W lipcu 2008 roku Owomoyela odszedł do Borussii Dortmund. Klub z Dortmundu zapłacił za niego kwotę 2,5 miliona euro. Podpisał kontrakt do 2011 roku.
| Sezon   | Klub              | Kraj   | Rozgrywki             | Mecze | Bramki |
| ------- | ----------------- | ------ | --------------------- | ----- | ------ |
| 2000/01 | Lüneburger SK     | Niemcy | Regionalliga          | 34    | 3      |
| 2001/02 | VfL Osnabrück     | Niemcy | Regionalliga          | 33    | 1      |
| 2002/03 | SC Paderborn 07   | Niemcy | Regionalliga          | 23    | 4      |
| 2003/04 | Arminia Bielefeld | Niemcy | 2. Fußball-Bundesliga | 33    | 3      |
| 2004/05 | Arminia Bielefeld | Niemcy | Bundesliga            | 30    | 5      |
| 2005/06 | Werder Brema      | Niemcy | Bundesliga            | 32    | 0      |
| 2006/07 | Werder Brema      | Niemcy | Bundesliga            | 9     | 0      |
| 2007/08 | Werder Brema      | Niemcy | Bundesliga            | 9     | 0      |
| 2008/09 | Borussia Dortmund | Niemcy | Bundesliga            | 26    | 1      |
| 2009/10 | Borussia Dortmund | Niemcy | Bundesliga            | 33    | 1      |
| 2010/11 | Borussia Dortmund | Niemcy | Bundesliga            | 6     | 0      |

Stan na 14 maja 2011

## Kariera reprezentacyjna
Dzięki dobrym występom w Arminii Bielefeld, Owomoyela zwrócił na siebie uwagę ówczesnego selekcjonera reprezentacji Niemiec, Jürgena Klinsmanna. 16 grudnia 2004 Patrick zadebiutował w reprezentacji w wygranym 3:0 w Jokohamie meczu z Japonią. W 2005 roku był członkiem kadry na Puchar Konfederacji w piłce nożnej 2005, na którym zajął z Niemcami 3. miejsce, jednak nie zagrał ani minuty. W 2006 roku był w szerokiej kadrze na Mistrzostwa Świata 2006, jednak ostatecznie Klinsmann nie powołał go do 23-osobowej kadry.